# کارو کاراپتیان
کارو یِرِمی کاراپتیان (ارمنی: Կարո Երեմի Կարապետյան؛ Յուվեցի Կարո زادهٔ ۱۷ مارس ۱۹۶۰ - درگذشته ۶ اکتبر ۲۰۱۸) یک دانشور حقوقی و سیاستمدار اهل ارمنستان بود که از تاریخ ۲۰۰۷ تا تاریخ ۲۰۱۷ سمت نمایندگی دوره‌های چهارم و پنجم مجلس ملی جمهوری ارمنستان را برعهده داشت.

## زندگی‌نامه
در ۱۷ مارس یا ۱۲ مهٔ ۱۹۶۰ یا در شاهومیان به دنیا آمد . وی در اواخر روز شنبه ۶ اکتبر ۲۰۱۸ در سن ۵۸ سالگی در ایروان به ضرب گلوله کشته شد.